# Penc
Penc is een plaats (község) en gemeente in het Hongaarse comitaat Pest. Penc telt 1377 inwoners (2001).